# Jiří Toman (grafik)
Jiří Toman (22. března 1924 Pardubice – 10. dubna 1972 Hradec Králové) byl český fotograf, ilustrátor a knižní grafik. Zabýval se animovaným filmem jako scenárista a výtvarník.

## Život
Narodil se v rodině Vincence Tomana a jeho ženy Marie, rozené Doležalové. Ti měli dům a obchod se smíšeným zbožím v historické Pernštýnské ulici, kde Toman pak celý život bydlel. Vystudoval pardubickou reálku. Na přání otce pokračoval ve studiu na obchodní akademii. To ale musel v roce 1943 přerušit a byl totálně nasazen jako pomocný dělník v Ústí nad Orlicí a později v Pardubicích. Po skončení druhé světové války složil zkoušky na pražskou FAMU, obor kamera (1946, 1947 a 1948), ale z finančních a jiných důvodů studovat nezačal. Byl zaměstnán jako úředník, voják, kalkulant, údržbář, fotograf a vedoucí propagace.
Od roku 1945 byl učedníkem a pomocníkem Josefa Sudka, pomáhal mu mimo jiné při fotografování Prahy panoramatické, organizoval Sudkovu výstavu v Pardubicích v roce 1962. Se Sudkem se přátelil a spolupracoval až do své smrti. Sudek Tomana v Pardubicích několikrát navštívil a společně fotografovali ve městě i v jeho okolí.
V roce 1949 zřídil miniaturní galerii Atom v bývalém hudebním pavilonu v Tyršových sadech. Zde se například konala na přelomu srpna a září 1949 první výstava děl Tomanova přítele Stanislava Kolíbala.
Od roku 1959 spolupracoval s Propagfilmem Praha (vytvořil několik reklamních šotů). V roce 1962 se stal členem Svazu československých výtvarných umělců a mohl pracovat jako samostatný výtvarník, ve stejném roce začíná jeho spolupráce s Československým kresleným a loutkovým filmem, studio Klárov. Významnou spolupracovnicí Jiřího Tomana byla jeho snoubenka fotografka Marie Šimková.
Zemřel předčasně krátce po svých čtyřicátých osmých narozeninách po neurologické operaci, která by byla v současnosti považována za spíše rutinní.
Jeho hrob se nachází v urnovém háji hřbitova v Pardubicích (UH-III-J-I-48, souřadnice 50.0196700N, 15.7765100E). 

## Dílo
Jiří Toman pracoval v oborech fotografie, animovaný film, grafika a typografie.

### Fotografie
Jeho práce jsou zastoupeny ve sbírkách následujících institucí:
- Východočeská galerie v Pardubicích
- Východočeské muzeum v Pardubicích
- Moravská galerie v Brně
- Galerie Benedikta Rejta v Lounech
- Uměleckoprůmyslové muzeum v Praze
- Muzeum umění Olomouc

### Filmy
- Blázinec střední Evropy (1949), protinacistický dokument; film obdržel čestné uznání v Soutěži tvořivosti mládeže
- Až najdu růži (1965), námět: Jiří Toman, scénář: Jiří Toman a Ladislav Čapek, režie: Ladislav Čapek, výtvarník: Jiří Toman a Karel Štrebl, hudba: Václav Lídl
- O Čtverečce a Trojúhelníčkovi (1965), námět: Jiří Toman, scénář: Zdeněk Miler, režie: Zdeněk Miler, výtvarník: Zdeněk Miler, hudba: Milan Kymlička (skladatel)
Ocenění:
  - Plaketa sv. Marka, XVII. Mezinárodní festival filmů pro děti, Benátky 1965
  - Cena v kategorii filmů pro děti do 10 let, VI. Mezinárodní setkánífilmů pro děti, Cannes 1965
- Ptáci Koháci (1965), námět: Jiří Toman, scénář: Jiří Toman a Vladimír Lehký, režie: Vladimír Lehký, výtvarník: Jiří Toman, hudba: Štěpán Koníček
Ocenění:
  - Cena mezinárodní kritiky, VI. Dny animovaných filmů (Festival international du film d'animation), Annecy 1965,
  - Cena XII. Dnů krátkých filmů, Oberhausen (Internationale Kurzfilmtage Oberhausen), 1966,
  - Čestné uznání na VII. dnech krátkého filmu, Karlovy Vary, 1966
  - Cena poroty mladých Stříbrný střevíček na V. celostátní přehlídce filmů pro děti a mládež, Gottwaldov, 1966
  - Plaketa sv. Marka, XVIII. Mezinárodní festival filmů pro děti, Benátky 1966
- Chlupatý ptáček (1966), námět: Jiří Toman, scénář: Jiří Toman a Vladimír Lehký, režie: Vladimír Lehký, výtvarník: Jiří Toman, hudba: Štěpán Koníček
Ocenění:
  - Stříbrná plaketa sv. Marka, XIX. Mezinárodní festival filmů pro děti, Benátky 1967
- Pour You (pro EXPO'67, Montreal)
- Kosmodrom (1968), námět: Jiří Toman, scénář: František Vystrčil, režie: František Vystrčil, výtvarník: Jiří Kalousek, hudba: Jiří Malásek a Jiří Bažant

### Ilustrace a knižní grafika
- Ray Bradbury: Město (povídka ve sborníku Labyrint, 1962) fotomontáž.
- Josef Nesvadba: Poslední cesty kapitána Nema, Praha, SNDK, 1966,
- Návrh obálky pro edici detektivek 3x …, Praha, Odeon

## Výstavy (výběr)
- výstava kreseb a akvarelů, Pardubice, 1941 – první výstava
- výstava fotografií, Akademický spolek pardubický, 1946 – satira na volební kampaň, první výstava fotografií
- Dům pánů z Kunštátu, Brno 1973
- Ústav makromolekulární chemie ČSAV, Praha, 1984
- Jiří Toman fotograf, Galerie moderního umění, Roudnice nad Labem, 1992
- Jiří Toman, Východočeská galerie v Pardubicích, Dům U Jonáše, Pardubice, 30. 9. 2004 – 13. 2. 2005
- Jiří Toman a Josef Sudek – fotografie, Východočeská galerie v Pardubicích, 25. 4. – 10. 6. 2007
- Jiří Toman, Východočeská galerie v Pardubicích, Dům U Jonáše, Pardubice, 4. 12. 2013 – 23. 2. 2014[2],[3]
- Fotograf Jiří Toman, Východočeské muzeum v Pardubicích  21. 11. 2014 – 25. 1. 2015 [4]
- Jiří Toman: Město, Východočeské muzeum v Pardubicích, 26. 4. 2024 – 27. 4. 2025[5]